# Logan's Run
Logan's Run (bra: Fuga no Século 23 ou Fuga no Século XXIII ou ainda Fuga do Século 23; prt: Fuga do Século XXIII, Fuga no Século 23 ou Fuga no Século XXIII) é um filme estadunidense de 1976, dos gêneros ação e ficção científica, dirigido por Michael Anderson, com roteiro baseado no romance homônimo de William F. Nolan e George Clayton Johnson.
Estreou nos cinemas em 1976 e foi o primeiro filme a usar o Dolby Stereo como sistema de som em 70mm prints.
O roteiro aborda a destruição do nosso planeta e do seu statu quo com a degeneração do modo de vida através de diversos temas como a destruição do meio ambiente e a contracultura hippie.

## Sinopse
No século 23, a vida é farta, a riqueza é distribuída, mas quem chega aos 29 anos deve ser executado. Alguns fogem, e Logan é um dos encarregados de persegui-los — até que ele também chega aos 29.

## Elenco
| Nome                   | Personagem                |
| ---------------------- | ------------------------- |
| Michael York           | Logan 5                   |
| Richard Jordan         | Francis 7                 |
| Jenny Agutter          | Jessica 6                 |
| Roscoe Lee Browne      | Box                       |
| Farrah Fawcett         | Holly 13                  |
| Michael Anderson Jr.   | Doc                       |
| Peter Ustinov          | Homem velho               |
| Randolph Roberts       | 2º homem do santuário     |
| Lara Lindsay           | A fugitiva                |
| Gary Morgan            | Billy                     |
| Michelle Stacy         | Mary 2                    |
| Laura Hippe            | Cliente                   |
| David Westberg         | Sandman 1                 |
| Camilla Carr           | Mulher do santuário       |
| Greg Lewis             | Filhote 1                 |
| Ashley Cox             | Garota tímida             |
| Bill Couch             | Sandman 2                 |
| Glenn R. Wilder        | Fugitivo                  |
| Joe L. Blevins         | Personagem último dia     |
| Roger Borden           | Daniel                    |
| Chuck Gaylord          | Filhote 2                 |
| Mitchell Gaylord       | Filhote 3                 |
| Richard Kelton         | Voz do homem do santuário |
| Jessie Kirby           | Cidadã confusa            |
| Greg Michaels          | 3º homem do santuário     |
| Bob Neill              | 1º homem do santuário     |
| Dana Wheeler-Nicholson | Garota jovem no fim       |

## Lançamento

### Portugal
O filme foi lançado nos cinemas portugueses pela Filmes Lusomundo a 3 de março de 1978.
Foi editado em VHS pela Legal Vídeo em 1988.

## Premiações
Óscar (1977)
- Ganhou
  - Melhores efeitos visuais[10]
- Indicado
  - Melhor direção de arte[10]
  - Melhor fotografia[10]

Prêmio Hugo
- Indicado
  - Melhor apresentação dramática

Moscow International Film Festival
- Indicado
  - Prêmio Goden (Michael Anderson)

Academy of Science Fiction, Fantasy & Horror Films
- Ganhou
  - Melhor direção de arte[carece de fontes?]
  - Melhor cinematografia[carece de fontes?]
  - Melhor figurino[carece de fontes?]
  - Melhor maquiagem[carece de fontes?]
  - Melhor decoração de set (Robert De Vestel)[carece de fontes?]
  - Melhor filme de ficção científica[carece de fontes?]

## HQ e TV
A obra já teve algumas versões para as histórias em quadrinhos. 
De 1977 a 1978 a CBS produziu uma série de televisão com 14 episódios, estrelada por Gregory Harrison (como Logan 5) e Heather Menzies (no papel de Jessica 6).